# Советская песня (вокальный квартет)
Вока́льный кварте́т «Сове́тская пе́сня» — женский вокальный квартет под руководством Розы Романовской, существовавший в СССР в 1960—1970-х годах.

## История
Квартет был организован в 1962 году. Создателем и художественным руководителем квартета выступила Роза Яковлевна Романовская — выпускница дирижёрско-хорового отделения Музыкального училища при Московской государственной консерватории. До организации квартета «Советская песня» Р. Я. Романовская пела в женском вокальном квартете, созданном в 1955 году, участницы которого впоследствии стали солистками ВК «Улыбка» и ВК «Аккорд».
Однажды квартет летел в Москву. В самолёте девушки импровизировали. И заметили, что им кто-то подпевает. Это была министр культуры СССР Екатерина Фурцева.

## Солисты
- Роза Романовская
- Вера Арькова
- Галина Бовина
- Инна Дубрановская

Веру Арькову и Инну Дубрановскую сменили:
- Алла Дмитриева
- Вера Мамонтова

## Репертуар
В репертуаре квартета «Советская песня» объединились национальные традиции вокального мастерства и современные аранжировки. Характерный распев, присущий женскому вокалу русской школы пения, отличался в манере исполнения коллектива особой мягкостью, задушевностью и элегантностью звучания. Композиции квартета пронизаны лиризмом и выразительностью, которые ярко проявляются в акапельном исполнении («О чём грустят твои глаза» и др.).
- Атбасар-городок (В. Купревич — А. Долгов)
- Вальс о хороших людях[3] (М. Фрадкин — Л. Ошанин)
- Вечерняя песня (Б. Володина — Н. Грибачев)
- Вы служите, мы вас подождём (Э. Колмановский — К. Ваншенкин)
- Грустинка (А. Аверкин — В. Бутенко и Г. Георгиев)
- Гуси-лебеди (Я. Френкель — М. Танич)
- Девчонки танцуют на палубе (А. Пахмутова — С. Гребенников, Н. Добронравов)
- Дорога начинается небесная (С. Кац — Я. Козловский), совместно с Николаем Кондратюком
- И улыбаюсь я (М. Меерович — Г. Сапгир)
- Калина красная (Я. Френкель — народная)
- Милые подруги (В. Левашов)
- Московское метро (Л. Лядова — М. Владимов)
- Над окошком месяц (Я. Френкель — С. Есенин)
- Наташка (А. Аверкин — С. Красиков)
- Не бойся говорить с людьми (Н. Богословский — Е. Агранович), совместно с Олегом Анофриевым
- О чём грустят твои глаза (В. Котлов — И. Маслов)
- Он, она и луна (Я. Френкель — М. Танич)
- Оттепель (В. Купревич — А. Горохов)
- Ох, месяц, месяц (Е. Жарковский — Д. Седых)
- Песня о хороших людях (М. Фрадкин — Е. Долматовский)
- По Ангаре (А. Пахмутова — Н. Добронравов)[5]
- Про дедушку Петра (Е. Родыгин — народная)
- Пусть немного пострадает (А. Лебедев — П. Градов)
- Рабочая весна (М. Меерович — Г. Сапгир)
- Ромашки спрятались (Е. Птичкин — И. Шаферан)
- Синий лён (Р. Паулс — А. Дмоховский)
- Тайга золотая (В. Пушков — А. Прокофьев), совместно c ВК «Улыбка»
- У развилочки (А. Аверкин — В. Туркин), совместно с Львом Барашковым
- Чёрное и белое (Э. Колмановский — М. Танич)

## Дискография
- 1964 - Вокальный квартет советской песни (пластинка-миньон 78 оборотов 42863-4)[6]:

1. Дорога
2. Служите, мы вас подождём

- 1971 — Вокальный квартет «Советская песня» (пластинка-миньон. Д 00031243—4)[7]:

1. Синий лён
2. Над окошком месяц
3. Ромашки спрятались
4. Вечерняя песня

## Фильмография
- 1964 — Весеннее настроение (фильм-концерт, режиссёр Виктор Окунцов)